# ناربولیا
ناربولیا (به ایتالیایی: Narbolia) یک کومونه در ایتالیا است که در استان اریستانو واقع شده‌است.

## خصوصیات
ناربولیا ۴۰٫۵ کیلومترمربع مساحت و ۱٬۷۷۳ نفر جمعیت دارد.